# Valeriana interrupta
Valeriana interrupta är en kaprifolväxtart som beskrevs av Hipólito Ruiz López och Pav. Valeriana interrupta ingår i släktet vänderötter, och familjen kaprifolväxter. Utöver nominatformen finns också underarten V. i. elatior.